# Colopea lehtineni
Colopea lehtineni is een spinnensoort uit de familie Stenochilidae. De soort komt voor in China.